# François Desportes
Alexandre-François Desportes (* 24. Februar 1661 in Champigneulles; † 20. April 1743 in Paris) war ein französischer Maler des Rokoko.

## Leben
Desportes kam im Alter von 12 Jahren nach Paris. Hier wurde er ein Schüler des flämischen Tiermalers Nicasius Bernaert (1620–16. September 1678). Nach dessen Tod bildete er sich autodidaktisch durch Studien nach der Antike und der Natur weiter und verdiente sich seinen Lebensunterhalt, indem er handwerklich-dekorative Aufträge und Hilfsarbeiten für anderer Maler ausführte. Von 1694 bis 1696 weilte er in Warschau, wo er Hofmaler des polnischen Königs Johann III. Sobieski war und als Porträtist für weitere Adelige arbeitete. Hier fertigte er ein Bildnisse des Königs und der Königin Maria Kasimira Luise, das diese persönlich auf der Rückseite signierte. Dort fertigte er auch zwei Porträts des Kardinals Marquis Henri Albert de La Grange d’Arquien, des Vaters der Königin, sowie einige Bildnisse ihrer Kinder.

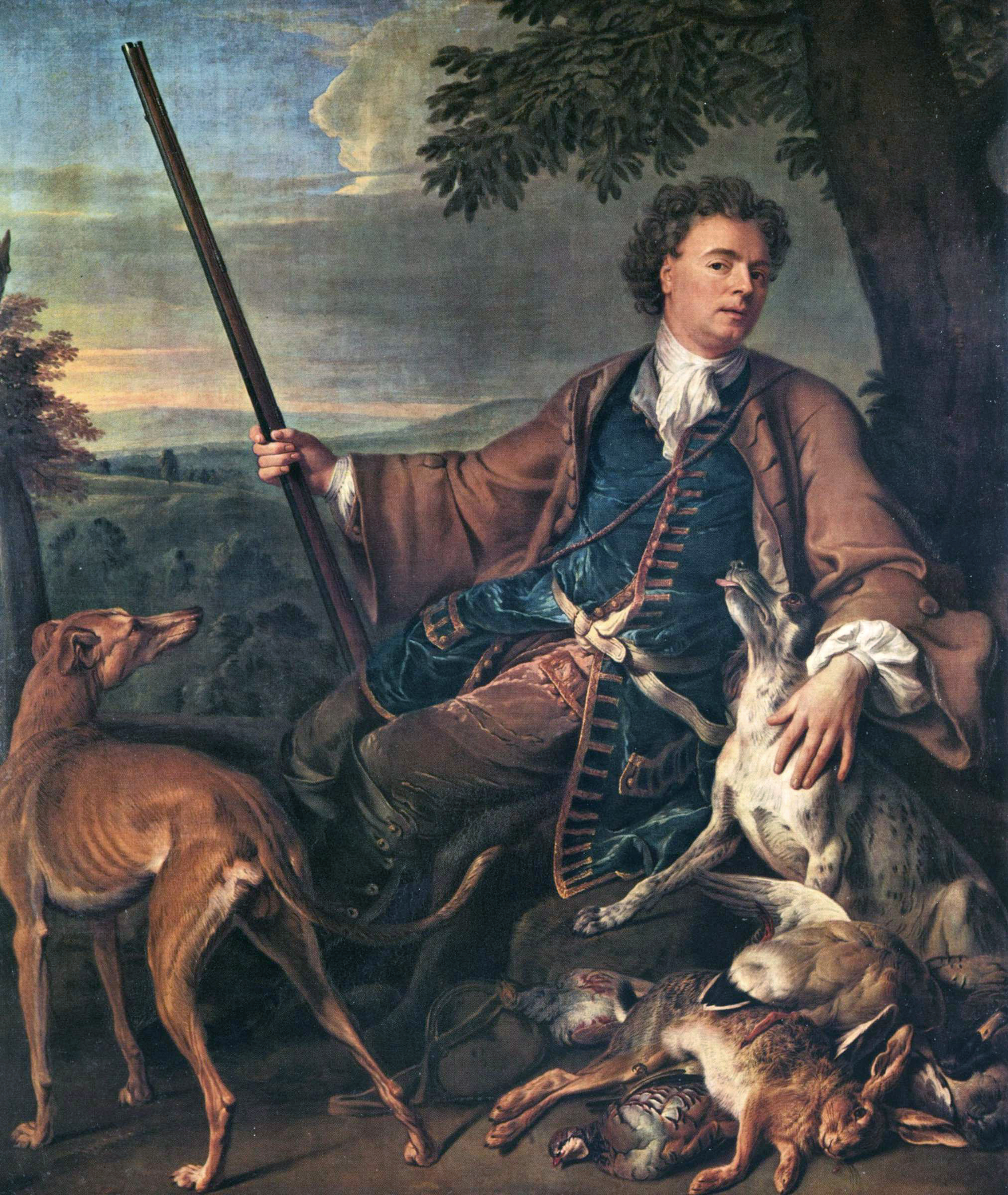
Selbstporträt im Bild „Der Maler als Jäger“

Nach dem Tod des Königs am 17. Juni 1696, wurde er von Ludwig XIV. nach Frankreich zurückbeordert. Seit dieser Zeit wirkte er als Meister von Stillleben, Tier- und Jagdstücken, die er aus Gemüse, Früchten und Wildbret zusammensetzte. Am 1. August 1699 wurde er aufgrund seines Selbstbildnisses als Jäger mit Hunden und Wildbret als Mitglied an der Pariser Akademie aufgenommen. In diesem Jahr debütierte er auch im Pariser Salon, erhielt eine königliche Pension sowie eine Wohnung im Louvre. Seine Tierstillleben lassen einen starken Einfluss durch niederländische Maler wie Frans Snyders erkennen. Außerdem beschäftigte er sich mit dekorativen Gemälden für Schlösser und Entwürfen für Porträts.
Anschließend arbeitete Desportes für Louis II. Joseph de Bourbon, den Herzog von Vendöme im Schloss Anet und für dessen Bruder Philippe de Bourbon in Clichy und war zudem für die Menagerie in Versailles tätig. Im Jahr 1702 porträtierte er die wertvollsten Hündinnen aus der königlichen Meute des Jagdschlosses Marly, wobei er den König häufig auf seinen Jagdausflügen begleitete, um die Tiere und ihre Bewegungen zu studieren.
Am 17. März 1704 wurde er zum Conseiller der Akademie ernannt und wurde Nachfolger Joseph Parrocels in diesem Amt. Desportes beschickte den Salon in diesem Jahr mit mehreren Porträts und mehreren Jagdbildern und fertigte bis 1705 für Louis de Bourbon eine große Zahl von Tier- und Jagdstücken für das Schloss Meudon. Weitere Auftraggeber waren unter anderem Louis III. de Bourbon, prince de Condé, Louis Auguste I. de Bourbon, duc du Maine oder Lord James Stanhope, für den er Allegorien der vier Jahreszeiten anfertigte. Am 21. September 1712 wurde er für eine Reise nach England freigestellt. Nach König Ludwigs XIV. Tod arbeitete er weiterhin für die Regenten so unter anderem im Palais Royal, dem Palais des Tuileries oder im Schloss La Muette. Von 1717 bis 1722 stellte er eine Reihe von Vorlagen für Tapisserien und Wandschirme aller Art her. 1735 erhielt er den Auftrag die Originalkartons zu dem prächtigen Gobelin „Tenture des Indes“ zu retuschieren, den Ludwig XIV. vom Prinzen von Oranien als Geschenk erhalten hatte sowie für die Ausführung einer Serie von 8 großen Gemälden, die ebenfalls als Gobelins ausgeführt wurden und als „Les Nouvelles Indes“ bezeichnet wurden. Zu seinen letzten Arbeiten zählen eine Hirschjagd und mehrere Supraporten für das Schloss Choisy.
Er hatte einen Sohn Claude François Desportes (1695–31. Mai  1774), der ebenfalls Maler wurde und auch als Kunstschriftsteller tätig war.